# Hornstedtia tibetica
Hornstedtia tibetica är en enhjärtbladig växtart som beskrevs av Te Lin Wu och Sen Jen Chen. Hornstedtia tibetica ingår i släktet Hornstedtia och familjen Zingiberaceae. Inga underarter finns listade i Catalogue of Life.